# Claudio Pizarro
Claudio Pizarro (Lima, 3 de outubro de 1978) é um ex-futebolista peruano que atuava como atacante. Atualmente, ele é embaixador do Bayern de Munique.
No dia 23 de outubro de 2010, Pizarro superou o recorde de 133 gols previamente alcançado por Giovane Élber, fazendo dele o maior artilheiro estrangeiro da história do futebol alemão, quando marcou pelo Werder Bremen contra o Borussia Mönchengladbach.

## Clubes

### O início
Pizarro começou sua carreira nas categorias inferiores da Academia Cantolao. Fez sua primeira partida como profissional atuando pelo Club Deportivo Pesquero em uma partida contra o Alianza Lima válido pela primeira rodada do Campeonato Descentralizado de 1996. Marcou seus primeiros gols como profissional na terceira rodada do torneio do mesmo ano contra o Atlético Torino após marcar duas vezes, dando a vitória por 2 a 1 para sua equipe. Apesar de um começo promissor, a temporada não foi muito regular.

### Alianza Lima
Em 1997, depois de uma boa temporada se tornou-se titular da equipe, no ano seguinte foi contratado pelo Alianza Lima. Pizarro marcou 25 gols em duas temporadas com Alianza Lima e fez parte da equipe que do Alianza que alcançou a segundo posição no Torneo Apertura do Peru em 1999.

### Werder Bremen
Pouco depois de seu sucesso na Alianza, Pizarro foi vendido ao clube alemão Werder Bremen para disputar a Bundesliga depois de um jogo contra o Unión Minas válido pela terceira rodada do Torneo Apertura de 1999 depois de marcar cinco gols na mesma partida. Mais tarde naquele ano, ele ganhou sua primeira chance na Seleção Peruana. Nesse mesmo ano, Pizarro fez uma boa campanha na Alemanha, sendo considerado o jogador revelação da temporada. Usou a camisa 10.

### Bayern de Munique
Em 2001, ele foi contratado pelo Bayern de Munique. Sua estreia não poderia ser mais promissora, já que ele marcou seu primeiro gol para os bávaros com apenas quatro minutos de jogo em um jogo contra o Schalke 04 válida pela segunda rodada da Bundesliga da temporada 2001/2002. Durante essa temporada, ele conseguiu marcar 15 gols na Bundesliga e 4 na Liga dos Campeões da UEFA. Em dezembro do mesmo ano ganhou a Copa Intercontinental após o Bayern vencer o Boca Juniors por 1–0 com um gol de Pablo Thiam.
Na temporada 2002/2003, Pizarro conquistou o título da Bundesliga (o primeira em sua carreira). Terminou o torneio como terceiro artilheiro, com 15 gols, a seis gols de Giovane Élber e Christiansen Thomas. Assim, termina a temporada, com Pizarro sendo apelidado de "Pizagol" e ganhando uma Bundesliga e uma Copa da Alemanha, conquistando ainda uma vaga para a Liga dos Campeões da UEFA do ano seguinte, a mesma que ainda disputaria mais três vezes.
Já na temporada 2004/05 deixou escapar o título e depois de 6 temporadas no futebol alemão, o "Bombardeiro dos Andes" chegou ao total de 100 gols na Bundesliga, feito que apenas três jogadores estrangeiros tinham conseguido na Alemanha; Giovane Élber 133, Ailton 106 e Stéphane Chapuisat 106.
O contrato de Pizarro com os campeões alemães expiraria no final da temporada 2006/07 e as negociações sobre uma extensão do contrato não estavam fazendo progresso, com o Sevilla, Benfica e Rangers prontos para negociar com o jogador. Pizarro mais tarde rejeitou uma extensão de contrato oferecido pelo presidente do Bayern na época, Franz Beckenbauer, exigindo um aumento na remuneração que irritou Karl-Heinz Rummenigge, que mais tarde declarou que "Qualquer pessoa que pretenda ganhar tanto quanto Shevchenko é melhor começar a jogar como Shevchenko".
No dia 20 de maio de 2007, o Bayern de Munique anunciou que Pizarro estaria deixando o clube.

### Chelsea

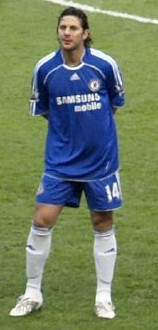
Pizarro no Chelsea

Em 1.º de julho de 2007, o Chelsea assina oficialmente com Pizarro concordando com os termos pessoais para se juntar ao clube em uma transferência de Bosman, assinando um contrato de quatro anos. Ele foi o primeiro peruano a assinar com o Chelsea. Pizarro também revelou que sua decisão foi em grande parte influenciado pelos conselhos de seu companheiro de seleção, Nolberto Solano, que jogou na Inglaterra pelo Newcastle, Aston Villa e West Ham United.
Sua carreira no Chelsea teve um bom começo, marcando um gol em sua estreia no fim de semana na abertura da temporada 2007-08 da Premier League. Pizarro desempenhou um papel importante no Chelsea ao ajudar o time a avançar para a quarta fase da FA Cup de 2008, marcando um gol que ricocheteou o goleiro Lee Camp do  QPR na internet.
Com o decorrer das partidas, de acordo com a imprensa, seu desempenho caiu para o ponto de ser duramente criticado por alguns torcedores do clube londrino. O relacionamento de Pizarro com os torcedores do clube não era o melhor. Em 17 de abril de 2008 o portal Goal.com considerou Pizarro uma das dez piores contratações da temporada na FA Premier League, destacando ainda o pior momento de sua carreira, sendo o atacante menos prolífico do Chelsea com apenas dois gols.
Após a saída do treinador português José Mourinho, Pizarro quase não conseguia jogar porque o treinador Avram Grant o colocava muito pouco. Este mesmo treinador levou para o time o jogador francês Nicolas Anelka, acabando com a possibilidade de Pizarro de jogar por mais tempo.

### Werder Bremen
Em 15 de agosto de 2008, ele foi emprestado até o final da temporada para o Werder Bremen. Logo após o anúncio de que Pizarro iria se juntar à equipe, um grande grupo de torcedores do Werder Bremen faziam fila para comprar a nova camisa de Pizarro, mostrando que ele ainda é adorado em Bremen, sete anos depois de deixar o clube. Lá recebeu a camisa 24 e durante o o período que estava emprestado ele foi decisivo e importante para o clube, marcando muitos gols.
Seu desempenho na equipe alemã teve um saldo positivo, marcando 17 gols em 26 jogos disputados na Bundesliga. Na 15° rodada da Bundesliga ele marcou um "hat trick" contra o Eintracht Frankfurt, sendo aplaudido pela torcida do Werder Bremen, além de ser escolhido o Melhor Jogador da rodada do campeonato alemão. Mais tarde, na 26° rodada voltou marcar outro "hat trick", agora contra o Hanôver.
Pizarro teve um papel fundamental na classificação do Werder Bremen para a final da Copa da UEFA, ajudando a marcar gols e a eliminar equipes como AC Milan e rivais alemãs como o  Hamburgo, entre outros. No entanto, com a ausência do craque Diego na final contra o Shakhtar Donetsk, Pizarro não conseguiu salvar a equipe de uma derrota por 2-1 após uma prorrogação.
Em 18 de agosto de 2009, Pizarro assinou em definitivo com o Werder Bremen por uma verba não revelada, depois de ter impressionado durante seu período emprestado ao mesmo na temporada anterior, marcando 17 gols em 26 partidas jogadas. Depois de marcar um hat-trick contra o FC Twente se tornou o artilheiro da Copa da UEFA da temporada 2009-10, marcando 9 gols em 8 jogos, superando o paraguaio Óscar Cardozo que também marcou 9 gols mais em 12 jogos disputados.
Em 6 de março de 2011, marcou seu 138° gol pela Bundesliga, na vitória do Werder Bremen contra o Freiburg, superando o famoso atacante alemão, Uwe Seeler no ranking dos maiores artilheiros da Bundesliga.

### Retorno ao Bayern
Em 26 de maio de 2012, Pizarro assinou um contrato de um ano com o Bayern de Munique.

### Retorno ao Werder Bremen
Retornou mais uma vez ao clube em 7 de setembro de 2015 para disputar a temporada 2015-16. Em 2 de julho de 2017 o clube anunciou o fim de seu vínculo.

## Seleção Nacional
Estreou pela Seleção Peruana principal em 10 de fevereiro de 1999 em partida amistosa contra o Equador. Participou de quatro edições da Copa América: 1999, 2004, 2007 e 2015. Totaliza 20 gols marcados sendo o quinto maior goleador da seleção, ao lado de Nolberto Solano.

## Títulos
Alianza Lima
- Campeonato Peruano: 1997

Bayern de Munique
- Copa Intercontinental: 2001
- Bundesliga: 2002–03, 2004–05, 2005–06, 2012–13, 2013–14 e 2014–15
- Copa da Alemanha: 2002–03, 2004–05, 2005–06, 2012–13 e 2013–14
- Copa da Liga Alemã: 2004
- Supercopa da Alemanha: 2012
- Liga dos Campeões da UEFA: 2012–13
- Supercopa da UEFA: 2013
- Copa do Mundo de Clubes da FIFA: 2013

Werder Bremen
- Copa da Alemanha: 2008–09

### Prêmios individuais
- Futebolista do Ano pelo Instituto Peruano de Desporto: 1999
- Jogador Revelação da Bundesliga: 2000
- Melhor Jogador Latino-americano atuando na Europa: 2005[19]
- Artilheiro da Liga Europa: 2009–10
- Maior artilheiro estrangeiro da história do futebol alemão